# Allomatus nannup
Allomatus nannup är en skalbaggsart som beskrevs av Watts 1978. Allomatus nannup ingår i släktet Allomatus och familjen dykare. Inga underarter finns listade i Catalogue of Life.